# Olaf Kayser (tømrermester)
 For alternative betydninger, se Olaf Kayser. (Se også artikler, som begynder med Olaf Kayser)
Olaf Vilhelm Kayser (født 18. juni 1856 i København, død 19. oktober 1925 i Hellerup) var en dansk tømrermester og politiker. Han repræsenterede Erhvervspartiet i Folketinget fra 1920 til 1924.
Kayser var søn af tømrermester og medlem af Folketinget og senere Landstinget Harald Kayser. Han blev født i København i 1856. Han blev student fra Borgerdydskolen i 1873 og cand.polyt. i 1880. Fra 1875 til 1887 var Kayser lærer ved Borgerdydskolen, og han underviste ved Teknisk Selskabs Skole fra 1883 til 1897. I 1883 blev han tømrermester i sin fars virksomhed som han senere overtog.
Han var i flere år bestyrelsesmedlem i Københavns Tømrerlaug og dets oldermand fra 1909 til 1921. Han var formand for Industriforeningens repræsentantskab fra 1907 til 1921 og senere næstformand. Han var også bestyrelsesmedlem i Teknisk Selskab og havde andre tillidsposter.
Olaf Kayser blev valgt til Folketinget for Erhvervspartiet i Københavns Amtskreds ved alle tre folketingesvalg i 1920 (april, juli og september). Ved splittelsen af Erhvervspartiet i 1922 hvor Ludvig E. Boa og H.O. Hansen gik over til Det frisindede Landsparti, blev han den eneste tilbageværende repræsentant for Erhvervspartiet i Folketinget.
Han opstillede ikke ved folketingsvalget i 1924.
Olaf Kayser blev udnævnt til ridder af Dannebrog i 193 og Dannebrogsmand i 1915. Han døde i 1925 i Hellerup.